# Friedrich Wilhelm von Spiegel zum Desenberg
Friedrich Wilhelm von Spiegel zum Desenberg (* 14. Mai 1775 auf Schloss Canstein; † 13. April 1807 in Olpe) war Berghauptmann im Bergamt des Herzogtums Westfalen.

## Leben
Er stammte aus der Familie von Spiegel. Sein Vater Theodor Hermann von Spiegel (1712–1779) war seit 1758 Landdrost und damit der höchste Vertreter des kölnischen Staates in dessen westfälischem Nebenland. Die Mutter war Adolfine (geb. von Landsberg). Einer der Brüder war Ferdinand August von Spiegel (1764–1835), der spätere Erzbischof von Köln. Ein Halbbruder war Franz Wilhelm von Spiegel, ebenfalls Landdrost, Domherr und kurkölnischer Minister. Er selbst heiratete später Maria von Weichs.
Friedrich Wilhelm von Spiegel studierte an der Bergakademie in Freiberg. Nach seiner Rückkehr in das Herzogtum Westfalen trat er in die kurfürstliche Bergverwaltung ein. Er wurde 1801 zum Bergrat ernannt. Wegen der Demenz und fachlicher Unfähigkeit von Berghauptmann Friedrich Joseph von Boeselager stand von Spiegel de facto an der Spitze der Bergbehörde. Er unterstützte die Pläne seines Bruders zur Reform des Bergbaus im Herzogtum.
Von Spiegel blieb auch nach dem Übergang des Herzogtums Westfalen an Hessen-Darmstadt Beamter der Bergverwaltung. Nach dem Tod Boeselagers übernahm er 1805 das Amt des Berghauptmanns.
Im Jahr 1806 beklagte er den „Mangel einer guten bergamtlichen Verwaltung“. Nur wenige Beamte seien fachkundig, das in der Bergordnung vorgesehene Personal sei nicht vorhanden und zudem schlecht bezahlt. Für ihn gab es einen Interessenskonflikt zwischen dem kurzzeitigen Gewinnstreben der Bergbauunternehmer und den auf Nachhaltigkeit angelegten Zielen des Staates. So beklagte er etwa Raubbau der Grube Eckenfeld. Für ihn hatten die staatlichen Interessen Vorrang vor den privatwirtschaftlichen Zielen.
Er orientierte sich bei seinem Reformvorhaben am Vorbild Preußens. Zunächst sollte eine leistungsfähige Bergverwaltung geschaffen werden. Diese sollte wirkungsvoll die Betriebe kontrollieren. Wichtig war ihm auch die fachliche Ausbildung der Bergleute in Bergschulen, sowie die Einrichtung einer Knappschaftskasse und die Beschäftigung eines Bergchirurgen.
Die im Wesentlichen von seinem Bruder 1803 gegründete Gewerkschaft der Kupferzeche Eintracht zwischen Borntosten und Leitmar wollte er zu einem Musterbetrieb ausbauen. Er wollte beweisen, dass es möglich war, auch im katholischen Herzogtum einen ähnlich modernen Betrieb aufzubauen wie in den preußischen Gebieten. Tatsächlich wurde die Grube nach preußischem Vorbild organisiert.
Von Spiegel blieb bis zu seinem frühen Tod kaum Zeit, seine Reformpläne Pläne zu verwirklichen. Bei Niedersfeld wurde der Friedrich-Spiegel-Stollen nach ihm benannt.